# Papilio hoppo
Papilio hoppo är en fjärilsart som beskrevs av Matsumura 1907. Papilio hoppo ingår i släktet Papilio och familjen riddarfjärilar. Inga underarter finns listade i Catalogue of Life.

## Bildgalleri

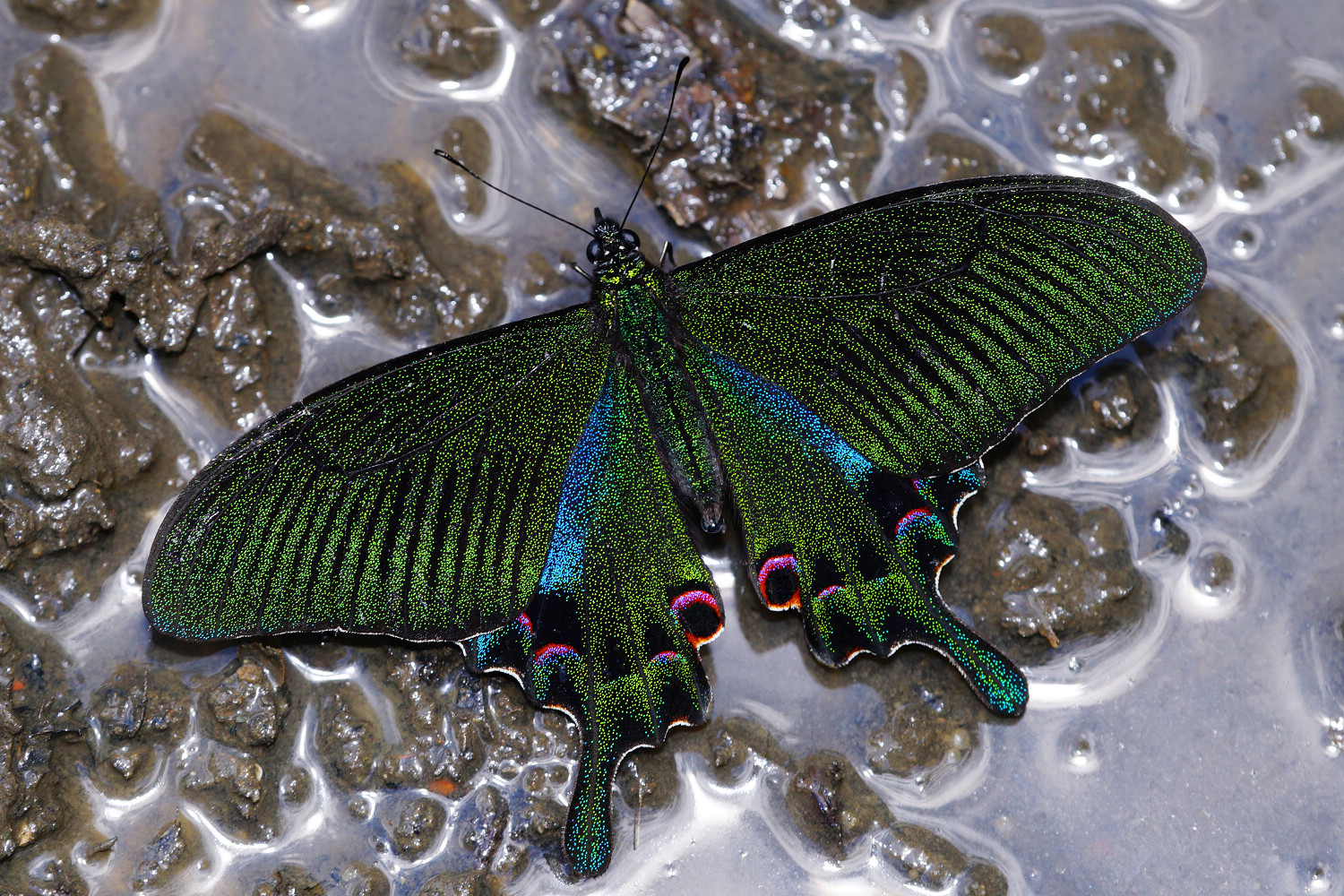